# Pinecone Burke Provincial Park
Der Pinecone Burke Provincial Park (auch Pinecone Burke Park) ist ein etwa 38.000 Hektar (ha) großer Provincial Park im Südwesten der kanadischen Provinz British Columbia, im Bereich der Pacific Ranges der Coast Mountains. Während der südliche Teil des Parks im Bereich von Greater Vancouver liegt, liegt der nördliche Bereich im Squamish-Lillooet Regional District.

## Anlage
Der Park am Rande des Lower Mainlands beginnt unmittelbar nördlich von Coquitlam. Dabei grenzt er im Süden mehr oder weniger an weitere Schutzgebiete anderer Art, an das Pitt Polder Ecological Reserve und das Pitt-Addington Marsh Wildlife Management Area. Diese Schutzgebiete und der Pinecone Burke Park sind stellenweise nur durch den Pitt River getrennt. Etwas weiter nördlich liegt das Südende des Pitt Lake, an dessen westlichem Ufer sich der Park Richtung Norden zieht, während am östlichen Ufer sich der Golden Ears Provincial Park nach Norden ausbreitet. Nördlich des Seeendes breitet sich der Park dann weiter Richtung Nordwesten in die Berge der Coquitlam Ranges sowie des Mamquam Icefields, beides Subsubketten der Pacific Ranges, aus. Der höchste Punkt der Coquitlam Ranges, der 1990 m hohe Meslilloet Mountain liegt im Park. Er ist jedoch nicht der höchste Punkt im Park. Höchster Punkt ist der weiter nördlich im Mamquam Icefield gelegene und 2027 m hohe Pinecone Peak. Die nördliche Grenze des Parks ist die Südgrenze des Garibaldi Provincial Park, etwa auf Höhe von Squamish.
Bei dem Park handelt es sich um ein Schutzgebiet der IUCN-Kategorie II (Nationalpark).

## Geschichte
Der Park wurde am 13. Juli 1995, zusammen mit einer Gruppe von insgesamt 50 der Provincial Parks in British Columbia, eingerichtet.
Wie jedoch bei fast allen Provinzparks in British Columbia gilt auch für diesen, dass er lange bevor die Gegend von europäischen Einwanderern besiedelt oder sie Teil eines Parks wurde, sie Siedlungs- und/oder Jagd-/Fischereigebiet verschiedener Stämme der First Nations, hier hauptsächlich der Katzie sowie der Kwikwetlem und der Stó:lō, war.

## Flora und Fauna
Mit dem Biogeoclimatic Ecological Classification (BEC) Zoning System wird das Ökosystem von British Columbia in verschiedene biogeoklimatische Zonen eingeteilt. Biogeoklimatische Zonen zeichnen sich durch ein grundsätzlich identisches oder sehr ähnliches Klima sowie gleiche oder sehr ähnliche biologische und geologische Voraussetzungen aus. Daraus resultiert in den jeweiligen Zonen dann grundsätzlich auch ein sehr ähnlicher Bestand an Pflanzen und Tieren. Innerhalb dieser Systematik wird der Park auf Grund seiner Größe und Lage verschiedenen Zonen zugeordnet.

## Aktivitäten
Der Pinecone Burke Provincial Park ist ein Park ohne ausgeprägte touristische Infrastruktur. Die Hauptaktivität im Park ist das Wandern und Bergsteigen sowie im Winter der Skisport. Offizielle Wanderwege finden sich nur im Süden des Parks.